# 二ツ星駆動力学研究所
『二ツ星駆動力学研究所』（ふたつぼしくどうりきがくけんきゅうじょ）は、林健太郎による日本の漫画作品。田宮模型のミニ四駆を題材としており、『週刊ヤングジャンプ』のウェブコミック無料配信サイト『となりのヤングジャンプ』にて2013年から2015年にかけて連載された。単行本は全3巻。その後も各種ムックなどで単発のエピソードを公開している他、TwitterやInstagramでミニ四駆の改造作例を公開している。

## あらすじ
漫画家のハヤシケンタロウは、知り合いの「何でも全力で遊ぶ」ことをモットーとする男、オンダワラに勧められ、ミニ四駆を子供の頃以来再開することになった。それは担当編集のナカムラの知るところとなり、ハヤシはミニ四駆を題材とした漫画を書くことになった。オンダワラは自身が経営するオフィスを改装してミニ四駆のコースを設置し、さまざまな人材をかき集め『二ツ星駆動力学研究所（Twin stars Mechanomotive Force Laboratory）』（略称TMFL)と名付けたチームを結成。これは、そんな彼らのミニ四駆にかける情熱と日常を描いた作品である。

## 登場人物
ハヤシケンタロウ
この漫画作品の作者である林健太郎をモチーフとしたキャラクター。知り合いのオンダワラによってミニ四駆の第三次ブームが到来していることを知らされ、彼からマシンとパーツを譲り受けてミニ四駆を再開した。その際、ナカムラの策略で「オンダワラとの勝負に負けたらミニ四駆の漫画を描く」という約束をさせられ、案の定敗北してミニ四駆漫画を描くことになる。
「グラスホッパー」や「フォックスJr.」など、第一次ブーム時のレーサーミニ四駆（またはその復刻版）をベースとしたものを好む。
オンダワラ
ハヤシの知り合いの社長で、通称「所長」。ミニ四駆を始める以前にも音楽など様々な趣味に手を出しており、その都度ハヤシを巻き込んできた。「ミニ四駆は1人で行うモータースポーツだ」が信条であり、オフィスにミニ四駆のコースと作業机を設置した他、財力に物を言わせて大量のマシンとパーツを仕入れている。それらのひとつひとつは丁寧に選別され、精度が優れたパーツだけをストックしている。
様々なタイプのマシンを作り上げているが、中でも実車のようなスタイルのミニ四駆を特に好み、Twitterやムック本で公開されている改造作例では実際のF1カーやスーパーカーのようなスタイルに仕上げた改造例も手がけている。
イケダ
オンダワラの幼馴染で、通称「工場長」。改造の腕はオンダワラに負けずとも劣らず、工具やパーツの造詣も深い。初心者が組んだ素組みのマシンを少しの手入れだけで速いマシンに変えられる他、シャフトの曲がり具合を奥歯で噛むだけで判別してしまうなど、常人には真似の出来ない技術を持つ。また、子供にミニ四駆の作り方を指南するなど優しい面もある。
スルガ
オンダワラの幼馴染で、彼の会社の社員でもある。非常に独創的な改造アイデアを思いつくことから「博士」と呼ばれる。アニメやテレビゲームをこよなく愛する趣味人（オタク）でもあるが、言動に中二病じみた部分が多く見受けられ、アニメや漫画のセリフを引用した非常に難解な言葉遣いをする。
ボディが隠れるほど大量のFRPプレートとマスダンパーを仕込んだ「ギガカウンター」など、独自性が高い工夫を数多く考え出すが、実用性や整備性に難があるものも多い。
オシカ
オンダワラの会社の女性社員。マシンの速さよりもデザインやカラーリングに力を入れている。工業系の学校を卒業した模様で、タイヤの削りだしなど優れた技術を持つが、本人はその作業が何を意味するのかはよく分かっていない。
ナカムラ
ハヤシの担当編集。ハヤシがオンダワラの元でミニ四駆を再開したのを知るやいなや、オンダワラと結託してハヤシにミニ四駆の漫画を描かせるように仕向けた。小学校6年生の時に地元の小さなミニ四駆大会で優勝してから、田宮模型で働くことを夢見ていたほどのミニ四駆ファンであり、仕事中におおっぴらにミニ四駆に触れられることに喜びを感じている。後にTMFLを辞め、彼らのライバルという触れ込みで、自分のチーム「チーム・トゥルースシーカーズ（Team Truth Seekers）」を立ち上げる。
エリ
TMFL一同が入ったキャバクラで知り合ったホステス。「トランスフォーマー」のファンであり、愛車のトヨタ・bBオープンデッキも、トランスフォーマーの搭乗キャラクターの1人「バンブルビー」と同じカラーリングにしたいと考えていた。後にホステスを辞め、ミニ四駆PROの「アストラルスター」を購入し、自力でバンブルビーと同じカラーリングに塗装。その情熱をオンダワラに認められ、そのままTMFLのメンバーとなる。
ミナト
機械や日用品の修理が得意な女子高校生。自分の思ったことを正直に口に出して話の腰を折ってしまうなど人付き合いが苦手で、自身もそのことをずっと気にしており、それを克服するためにアルバイトをすることを決意する。そんな折にTMFLがアルバイト事務員を募集していることを知り、採用試験に応募。オンダワラが課した「1時間以内にミニ四駆を正確に組み立て」という課題を見事にこなし採用される。
父親は重工系メーカーの社員で、現在は単身赴任中。小さい頃に父の機械いじりや趣味に付き合っているうちに工作や修理が得意になった。TMFLで使用するマシンは、幼少時に組み立てたアバンテMk-II（ミニ四駆PROシリーズ）を改造したもの。第二次ミニ四駆ブームの後（ミニ四駆PRO発売と同時期）にミニ四駆を知った世代であるため、ミニ四駆は全てシャーシ中央にモーターがあるものと思っていた。